# Braunstraße (Lübeck)

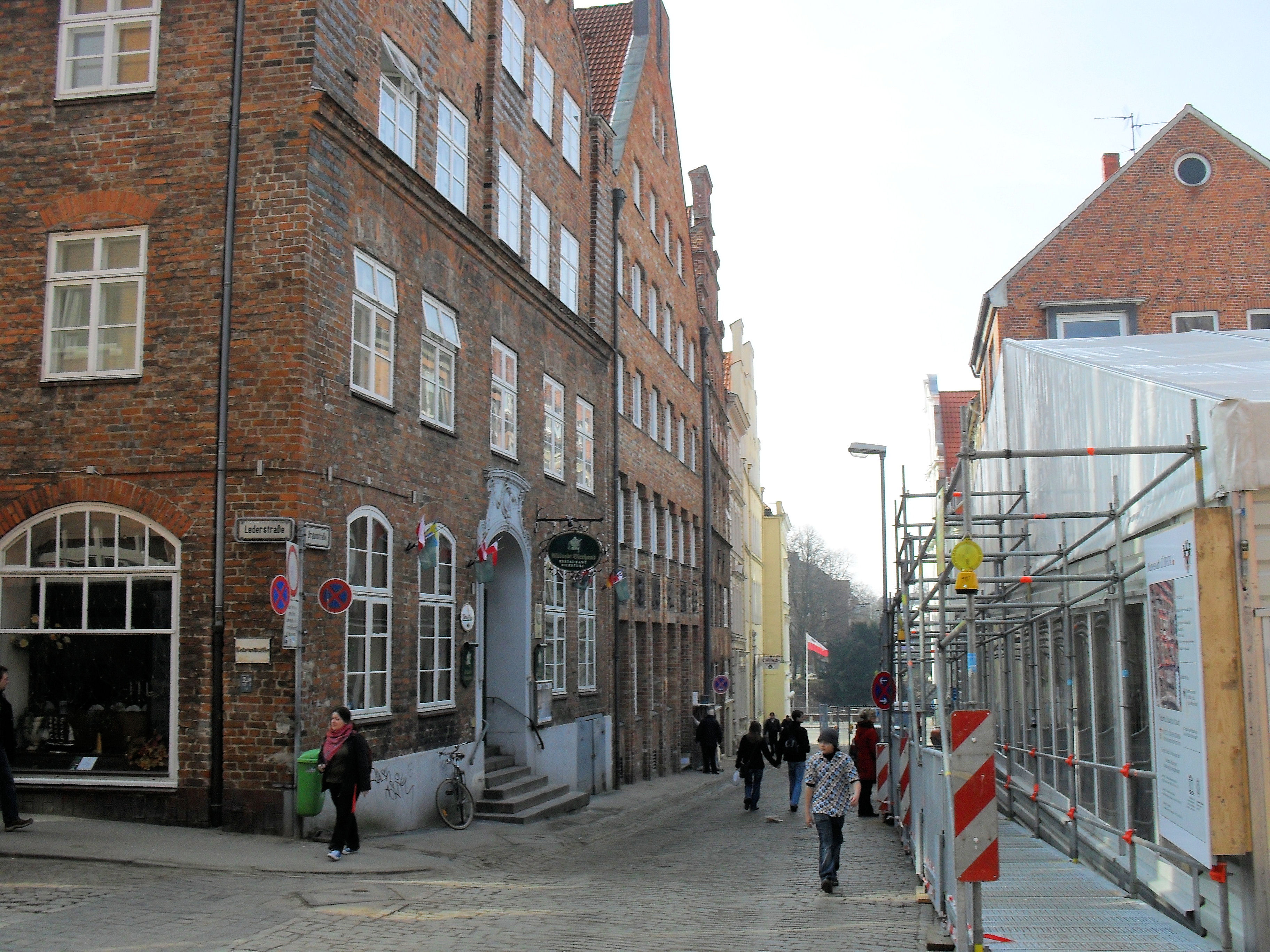
Die untere Braunstraße, Blick in Richtung Untertrave. Rechts die zum Aufnahmezeitpunkt (2010) laufenden archäologischen Ausgrabungen

Neubauten in der Braunstraße als Teil der Wiedererrichtung des Gründerviertels, März 2019

Die Braunstraße, rot markiert

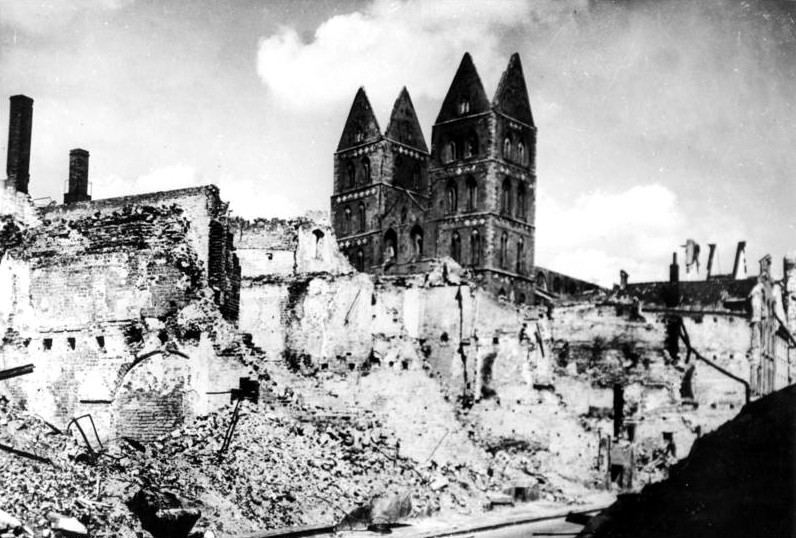
Blick von der mittleren Braunstraße auf die Marienkirche 1942

Die Braunstraße ist eine Straße der Lübecker Altstadt.

## Lage
Die etwa 240 Meter lange Braunstraße befindet sich im westlichen Zentralbereich der Altstadtinsel (Marien Quartier) und verläuft in Ost-West-Richtung. Sie beginnt am Schüsselbuden, unmittelbar gegenüber dem Weiten Krambuden, der zur Nordwestecke des Markts führt, und endet an der Trave, wo sie in die Straße An der Untertrave einmündet. Etwa auf Höhe des zweiten Drittels geht nach links die Lederstraße als kleine Querstraße zur Holstenstraße ab. Sie dient auch als Zufahrt zum Blockbinnenhof (Posthof). Noch etwas weiter die Braunstraße abwärts geht die Einhäuschen Querstraße nach rechts ab und verbindet so mit der Fischstraße. Die Einhäuschen Querstraße ist derzeit (2010) Ausgangspunkt der Großgrabung im Gründungsviertel der Hansestadt Lübeck. Die Keller der im Zweiten Weltkrieg zerbombten Häuser sind unter einem großen Zelt
bereits aufgedeckt. Die umgebenden Schulgebäude der Nachkriegszeit werden gerade abgebrochen, um die Grabungen ausweiten zu können.

## Geschichte
Die Braunstraße zählt zu den ältesten Straßen Lübecks. Sie gehört zum Straßennetz, das bei der Neugründung der Stadt im Jahre 1159 angelegt wurde und das bis heute das sogenannte Gründerviertel erschließt. Urkundlich erstmals erwähnt wird sie 1259 als Brunstrate, benannt vermutlich nach einem damaligen Bürgermeister der Stadt. Der heutige Name ist seit 1852 amtlich festgelegt.
Bis zum Ende des 19. Jahrhunderts wies die Braunstraße ein geschlossenes historisches Straßenbild mit Giebelhäusern aus mehreren Jahrhunderten auf. Zu ersten Eingriffen kam es im Bereich des Schüsselbuden mit der Errichtung des dortigen Posthofgebäudes für die Paketpost der Reichspost. Aber auch an der Wasserseite an der Untertrave entstanden nicht zuletzt aufgrund der Nähe zum Holstentor gründerzeitliche Wohn- und Geschäftshäuser. Beim Luftangriff auf Lübeck am 29. März 1942 wurde die historische Bebauung der mittleren Braunstraße bis auf wenige Häuser am westlichen und am oberen Ende vollständig vernichtet. Beim Wiederaufbau in den fünfziger Jahren entstanden moderne Zweckbauten, so dass heute weder Erscheinungsbild noch Raumeindruck der Braunstraße ihrem historischen Charakter entsprechen. Bereits in der ersten Phase der städtebaulichen Erneuerung begann man jedoch skulpturelle Bauteile aus den abgerissenen Häusern in die Neubauten zu integrieren, teilweise jedoch an anderer Stelle.
Ein bedeutender Teil der Bauten aus den Nachkriegsjahren wurde bereits abgerissen. Anschließend erfolgte eine archäologische Untersuchung des Gründerviertels, nach der nunmehr eine weitgehende bauliche Neugestaltung der betroffenen Straßen vorgenommen wird.

## Bauwerke

Das Portal des abgebrochenen Hauses der Krämerkompanie am Lübecker Postneubau

- Braunstraße 1–5, Gebäude der Reichspost mit integriertem Sandsteinportal der Renaissance des Bildhauers Robert Coppens aus dem Jahr 1587. Darin Rokoko-Haustür von der Mitte des 18. Jahrhunderts. Das Portal wurde vom ehemaligen Schütting (Amtshaus) der Krämerkompagnie in Lübeck, Schüsselbuden 24, beim Abbruch des Hauses 1904 geborgen und in das 1905–1909 errichtete neugotische Paketpostgebäude der Reichspost übernommen.[1]
- Ehemalige Braunstraße 4, ein großer Verlust war sicherlich der Abbruch des Hauses Braunstraße 4 mit einer der herausragenden Renaissancefassaden Lübecks. Der Bildhauer Statius von Düren fertigte seriell Bauplastik aus Terrakotta und hatte in dem reichen Kaufmann Gerd Reuter einen Kapitalpartner gefunden. Diesem gehörte das reich mit Terrakotten ausgestattete Haus Braunstraße 4, manche Autoren vermuten gar ein Musterhaus der damaligen Zeit.[2] Die Terrakotten wurden beim Abriss geborgen und befinden sich heute an einem Neorenaissancebau in der Musterbahn 3.
- Braunstraße 6, Wohnhaus mit Renaissancegiebel und -portal
- Braunstraße 8, Renaissance-Giebelhaus
- Braunstraße 10, barockes Giebelhaus
- Braunstraße 12, backsteingotisches Giebelhaus
- Braunstraße 19, barockes Dielenhaus mit Schweifgiebel und Rokoko-Portal und Haustür
- Braunstraße 23, Treppengiebel der Renaissance
- Braunstraße 27, Neubau zu Beginn des 20. Jahrhunderts mit eingelassener Denktafel aus Kalkstein in gotischer Minuskel

## Portale der Braunstraße

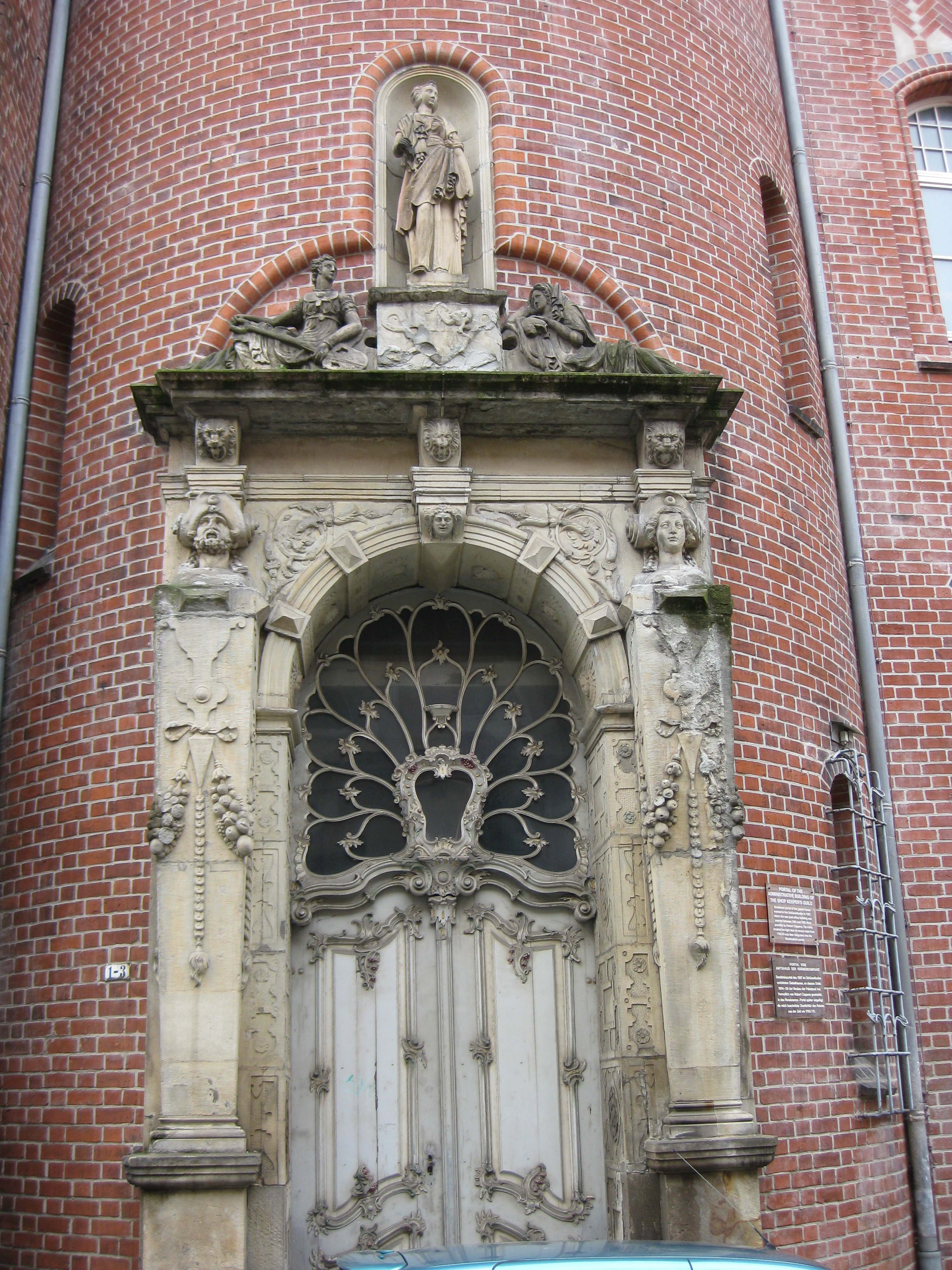
Nr. 1–5 – Renaissance
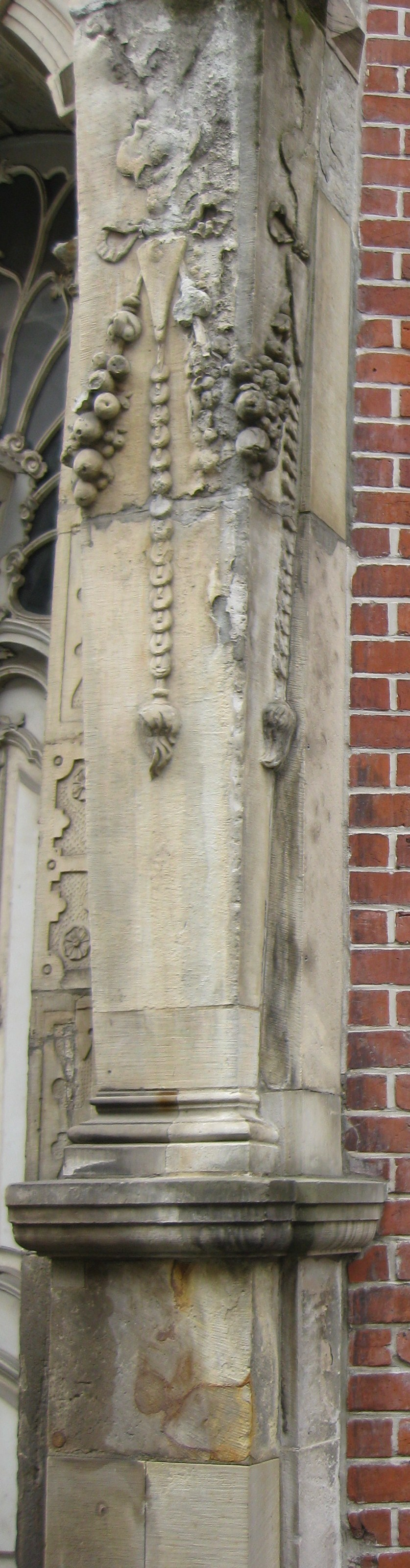
Krämeramtsportal (Detail 2009)
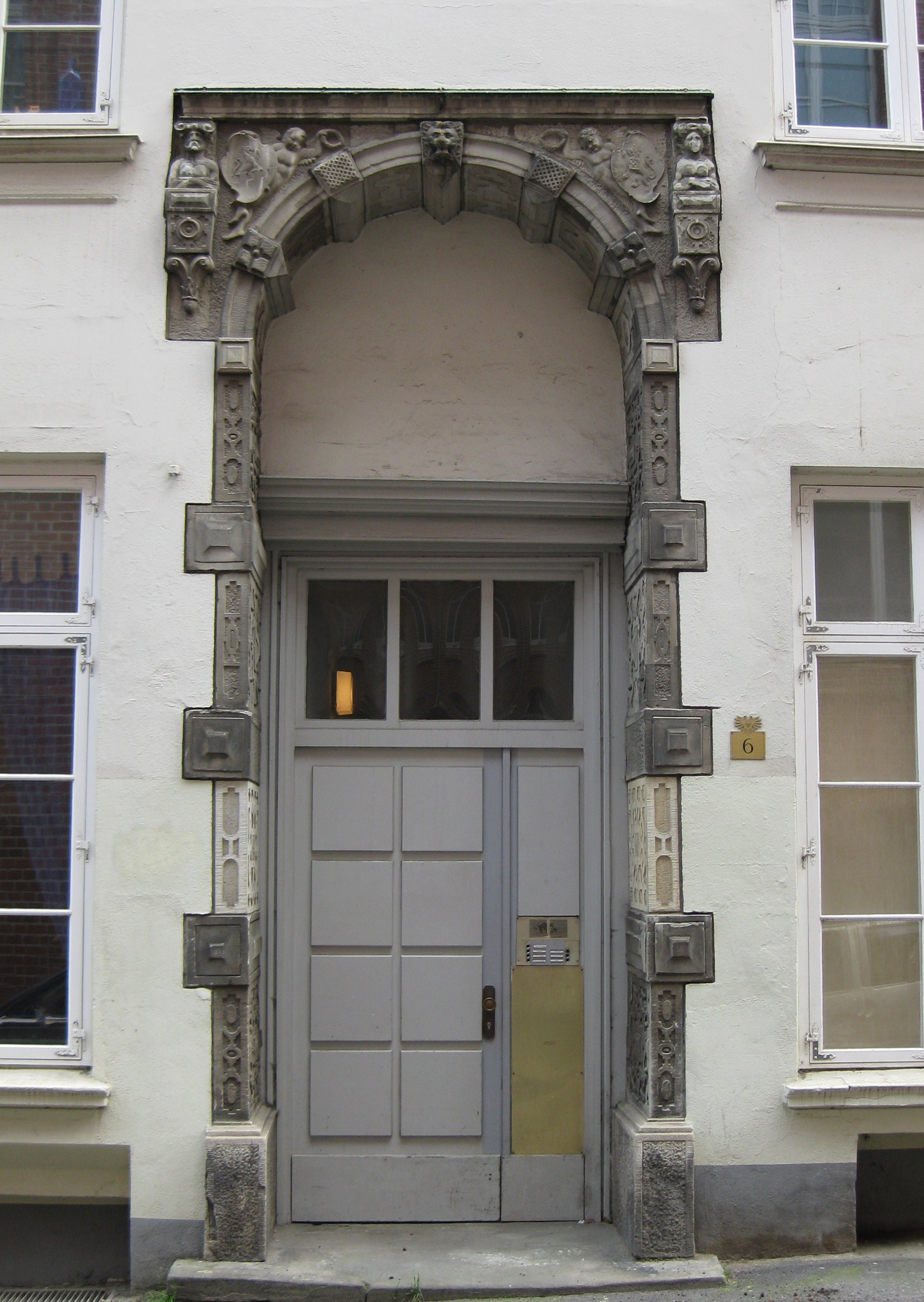
Nr. 6 – Renaissance
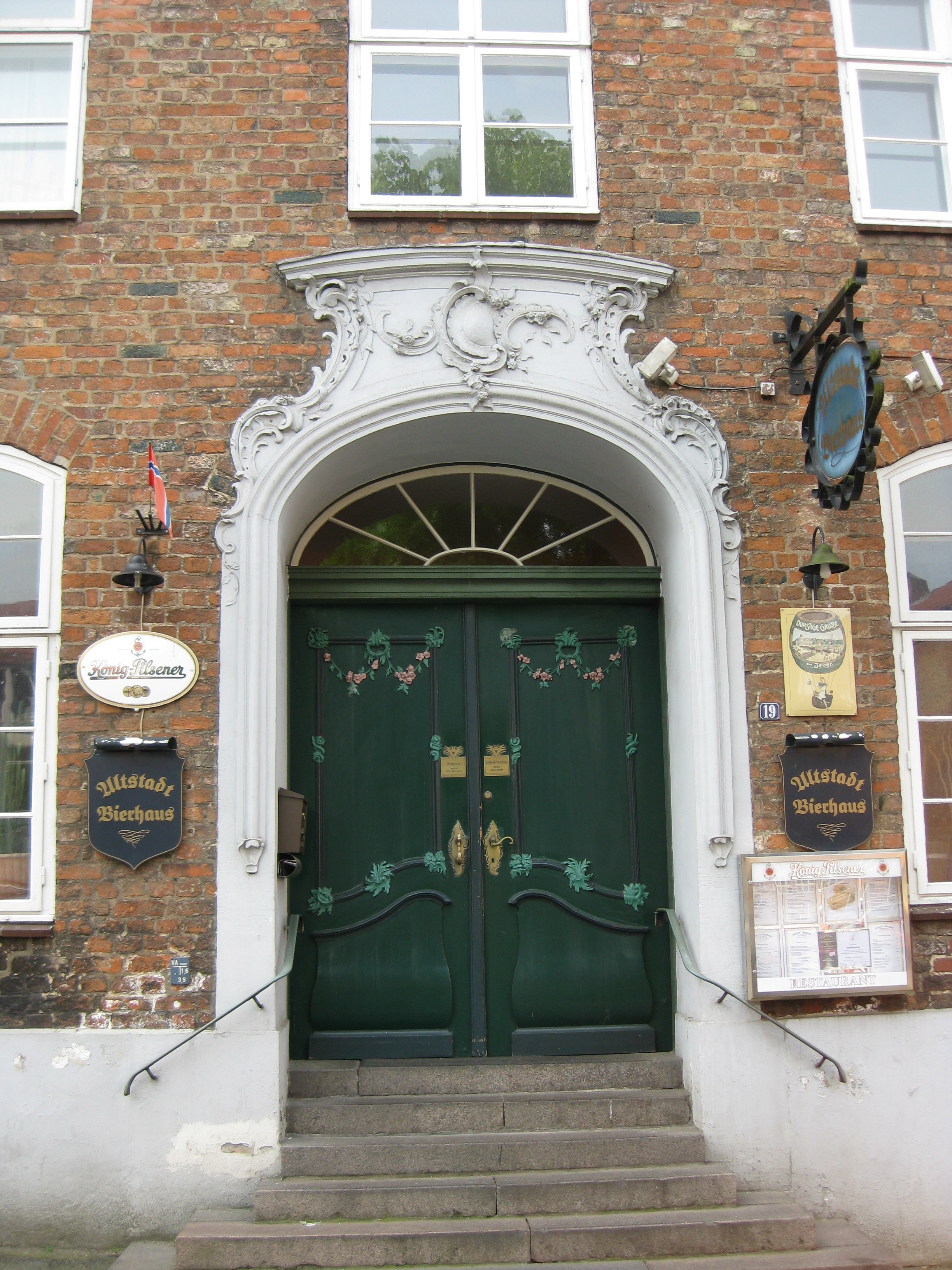
Nr. 19 – Rokokoportal und Haustür

## Giebel der Braunstraße

Ehemals Nr. 4 – Renaissancefassade mit seriell gefertigter Bauplastik des Statius von Düren (Foto vor 1890)
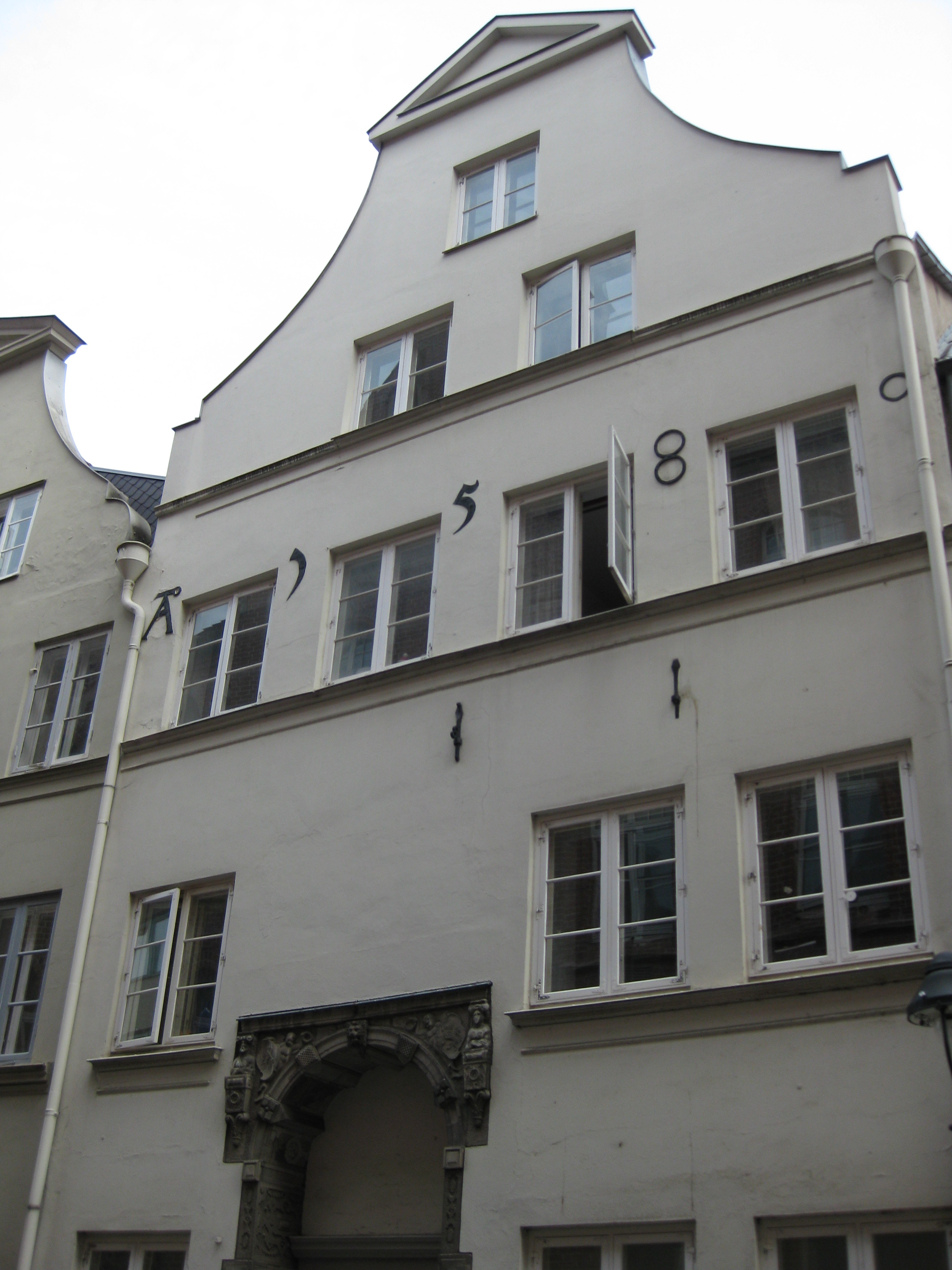
Nr. 6 – Renaissance (1580)
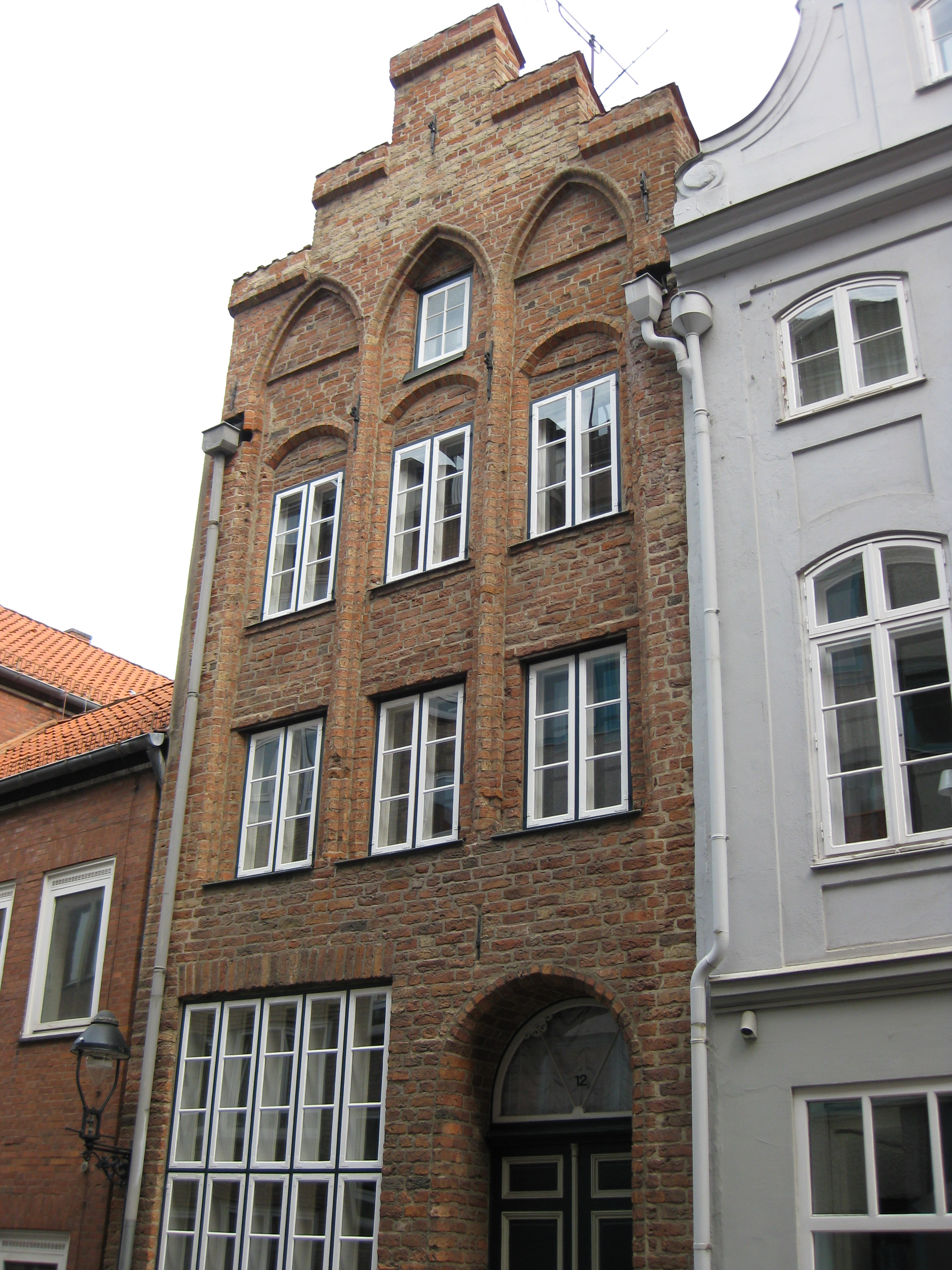
Nr. 12 – Treppengiebel der Backsteingotik
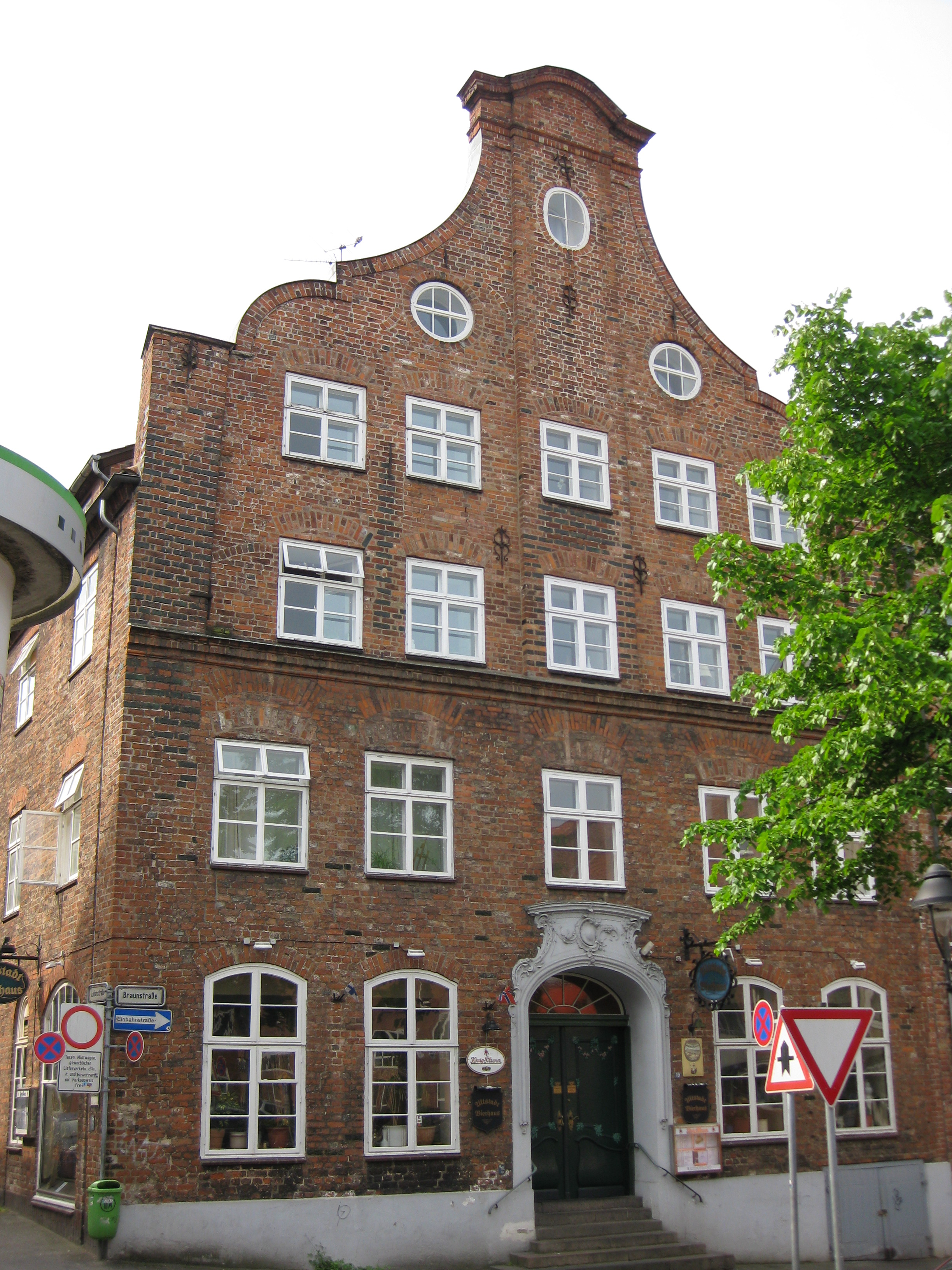
Nr. 19 – Barock

## Verweise